# Sojuz 39
Sojuz 39 è la denominazione di una missione della navicella spaziale Sojuz verso la stazione spaziale sovietica Saljut 6 (DOS 5). Si trattò del quarantunesimo volo equipaggiato di questo velivolo spaziale, del sessantatreesimo volo nell'ambito del programma Sojuz sovietico nonché del diciottesimo volo equipaggiato verso la predetta stazione spaziale  (il sedicesimo equipaggiato - a causa degli insuccessi della Sojuz 25 e Sojuz 33 - che riuscì effettivamente a svolgere la manovra di aggancio).

## Equipaggio

### Equipaggio principale
| Ruolo                  | Equipaggio                                       | Equipaggio                                       |
| ---------------------- | ------------------------------------------------ | ------------------------------------------------ |
| Comandante             | Vladimir Džanibekov, GCTC Secondo volo           | Vladimir Džanibekov, GCTC Secondo volo           |
| Cosmonauta Ricercatore | Žùgdėrdėmidijn Gùrragčaa, Intercosmos Primo volo | Žùgdėrdėmidijn Gùrragčaa, Intercosmos Primo volo |

### Equipaggio di riserva
| Ruolo                  | Equipaggio                         | Equipaggio                         |
| ---------------------- | ---------------------------------- | ---------------------------------- |
| Comandante             | Vladimir Ljachov, GCTC             | Vladimir Ljachov, GCTC             |
| Cosmonauta Ricercatore | Maidarzhavyn Gansorig, Intercosmos | Maidarzhavyn Gansorig, Intercosmos |

## Missione
Il nono equipaggio ospite della stazione spaziale Saljut 6, motivo per cui questa missione viene pure catalogata sotto la denominazione di Saljut 6 EP-9 (in russo экспедиция посещения 9 - equipaggio ospite 9) fu contemporaneamente l'ottavo equipaggio internazionale a volare nel corso del programma Intercosmos. Questa volta la nazione ospite fu la Mongolia. L'equipaggio fu la prima visita per il sesto equipaggio base della stazione (Saljut 6 EO-6), cioè per i cosmonauti Uladzimir Kavalënak e Viktor Savinych che erano stati lanciati in precedenza a bordo della Sojuz T-4. Del resto, la missione si svolse analogamente con le missioni precedenti del programma Intercosmos, cioè venne eseguita la trasmissione in diretta del lancio, vi fu il collegamento con i capi dello Stato con conseguente trasmissioni di saluti e messaggi d'augurio ai compaesani.
Non potevano mancare le analisi di carattere medico-biologico e vari esperimenti con prodotti tipici del paese ospite. Il 24 marzo vennero installati da parte dei cosmonauti dei misuratori della radiazione cosmica presente nella sezione di lavoro e nella sezione di passaggio della stazione spaziale. Il 26 marzo venne eseguito l'esperimento chiamato "Illuminator". Si trattò dell'effettuazione di accertamenti relativi a quanto la vista dagli oblò della stazione spaziale venga occultata a causa dei graffi dovuti all'impatto di micrometeore. L'analogo fine ebbe l'esperimento chiamato „Hologramm“ svoltosi il 27 marzo. Questo esperimento venne ripetuto una seconda volta il giorno successivo. Contemporaneamente vennero eseguite delle prove sulla composizione dell'aria e della microflora presente all'interno della stazione spaziale, nonché tolti i misuratori della radiazione cosmica in precedenza montati per riportarli a terra per un'analisi più accurata. Infine i cosmonauti poterono dedicare due giornate intere (il 28 e 29 marzo) ad una serie di osservazioni e la registrazione di immagini fotografiche del paese d'origine dell'intercosmonauta ospite. Terminati tali lavori la navicella spaziale venne preparata per la fase di rientro in atmosfera ed atterraggio. Come tutte le precedenti missioni del programma Intercosmos, la stessa terminò dopo poco meno di otto giorni di volo. Il programma infatti prevedeva una tolleranza di solo +/- un'ora!
L'agenzia di stampa sovietica TASS segnalò che la stazione spaziale aveva terminato il 29 marzo la sua 20.140ª orbita terrestre.

## Ulteriori dati di volo
- Denominazione Astronomica Internazionale: 1981-29

I parametri sopra elencati indicato i dati pubblicati immediatamente dopo il termine della fase di lancio. Le continue variazioni ed i cambi di traiettoria d'orbita sono dovute alle manovre di aggancio. Pertanto eventuali altre indicazioni risultanti da fonti diverse sono probabili ed attendibili in considerazione di quanto descritto.